# ناحیه تولیدو
ناحیه تولیدو (به لاتین: Toledo District) یک ناحیه در بلیز است که در جنوب این کشور واقع شده‌است. ناحیه تولید و ۴٬۶۴۹ کیلومتر مربع مساحت و ۳۰٬۵۳۸ نفر جمعیت دارد.